# بلاوفلدن
بلاوفلدن (به آلمانی: Blaufelden) یک شهر در آلمان است که در شوبیش هال واقع شده‌است.